# Хангейт, Дэвид
Дэвид Хангейт (англ. David Hungate; р. 5 августа 1946 года, Трой, Миссури, США) — американский бас-гитарист, музыкант, поэт и аранжировщик, наиболее известный своей работой в известной поп-рок-группе «Toto».

## Биография
Хангейт учился в средней школ Бьюкенена в Трое, штат Миссури, после чего переехал в Северный Техас, чтобы продолжать учёбу в музыкальном колледже в Университете штата.
Дэвид является сыном конгрессмена Уильяма Л. Хангейта.

## Карьера
Дэвид играл в джазовом ансамбле One O’Clock Lab Band, в том числе выступал на джазовом фестивале в Монтрё в 1970 году.
Хангейт участвовал в записи ряда хитовых альбомов 1970-х годов, в том числе «Silk Degrees» Боза Скаггса и «From the Inside» Элиса Купера.
Дэвид играл на первых четырёх альбомах «Тото», в том числе и «Toto IV», удостоенного множества наград Грэмми.
Хангейт покинул группу вскоре после её выпуска, чтобы начать карьеру сессионного музыканта в Нэшвилле.
Хангейт, аранжировал, продюсировал и записывался с несколькими кантри-исполнителями, такими как Чет Аткинс.
Он также был основным участником супергруппы AOR «Mecca», возглавляемой Джо Ваном и Ферги Фредериксеном, последний из которых также был участником «Toto».
В 1990 году Дэвид выпустил свой сольный альбом под названием «Souvenir». Джефф Поркаро играл на барабанах в некоторых треках.
В 1995 году Хангейт участвовал в записи второго альбома Шанайи Твейн «The Woman in Me».
В 2014 году он снова присоединился к Toto в гастролях из-за ухода гастролирующего басиста Натана Иста (который, как и Леланд Склар во время предыдущего тура группы в 2006/2007 годах, заменял обычного басиста Майка Поркаро, который был вынужден уйти в отставку по болезни).
Сначала было объявлено, что он уйдет на пенсию после тура 2014 года, но он продолжал гастролировать с Тото до 2015 года, когда было объявлено, что он наконец уйдет из обширных туров.
Он также сыграл четыре трека в четырнадцатом альбоме «Toto».

## Дискография

### Сессионно
С Эми Грант
- Never Alone (Myrrh Records, 1980)
- Home for Christmas (A&M Records, 1992)
- Somewhere Down the Road (EMI, 2010)

С Джо Кокером
- Civilized Man (Capitol Records, 1984)

С Sonny & Cher
- Mama Was a Rock and Roll Singer, Papa Used to Write All Her Songs (MCA Records, 1973)

С Четом Аткинсом
- Great Hits of the Past (RCA Records, 1983)

С Бозом Скаггзом
- Silk Degrees (Columbia Records, 1976)
- Down Two Then Left (Columbia Records, 1977)
- Middle Man (Columbia Records, 1980)
- Other Roads (Columbia Records, 1988)
- Memphis (429 Records, 2013)
- Out of the Blues (Concord Records, 2018)

С Michael W. Smith
- Christmastime (Reunion, 1998)

С J. D. Souther
- Home By Dawn (Warner Bros. Records, 1984)

With Клэем Уокером
- Live, Laugh, Love (Giant, 1999)
- Christmas (Warner Bros. Records, 2002)

With Deniece Williams
- When Love Comes Calling (Columbia Records, 1978)

With Эви Сэндс
- Estate Of Mind (Haven Records, 1974)
- Suspended Animation (RCA Victor, 1979)

With Мэнди Барнетт
- Mandy Barnett (Asylum Records, 1996)

С Фрэнки Валли
- Heaven Above Me (MCA Records, 1980)

С Майклом Мёрфи
- Cowboy Christmas: Cowboy Songs II (Warner Bros. Records, 1991)
- Cowboy Songs Four (Valley Entertainment, 1998)

С Хелен Редди
- Music, Music (Capitol Records, 1976)
- We'll Sing in the Sunshine (Capitol Records, 1978)

С Рики Ван Шелтон
- Wild-Eyed Dream (Columbia Records, 1987)
- RVS III (Columbia Records, 1990)

С Нилом Сиддако
- In the Pocket (Elektra Records, 1980)

С Tanya Tucker
- Changes (Arista Records, 1982)
- Can't Run from Yourself (Liberty Records, 1992)
- Soon (Liberty Records, 1993)
- Fire to Fire (Liberty Records, 1995)

С Ронни Милсапом
- Keyed Up (RCA Records, 1983)
- Heart & Soul (RCA Records, 1987)
- Back to the Grindstone (RCA Records, 1991)
- True Believer (RCA Records, 1993)
- Just for a Thrill (Image Entertainment, 2004)

С Kim Carnes
- Romance Dance (EMI, 1980)

С Рикки Ли Джонс
- The Magazine (Warner Bros. Records, 1984)

С Crystal Gayle
- True Love (Elektra Records, 1982)
- Cage the Songbird (Warner Bros. Records, 1983)
- Nobody Wants to Be Alone (Warner Bros. Records, 1985)

С Рассом Баллардом
- At the Third Stroke (Epic Records, 1978)

С Ребеккой Ли Ховард
- Rebecca Lynn Howard (Universal Music, 2000)

С Барброй Стрейзанд
- Songbird (Columbia Records, 1978)
- Wet (Columbia Records, 1979)
- Guilty (Columbia Records, 1980)

С Оливия Ньютон-Джон
- Totally Hot (MCA Records, 1978)
- Physical (MCA Records, 1981)

С Дайаной Росс
- Baby It's Me (Motown Records, 1977)

С Джо Николсом
- Man with a Memory (Universal South Records, 2002)
- Revelation (Universal South Records, 2004)
- A Traditional Christmas (Universal South Records, 2004)
- III (Universal South Records, 2005)
- Real Things (Universal South Records, 2007)
- Old Things New (Universal South Records, 2009)

С Тимом Муром
- White Shadows (Asylum Records, 1977)

С Bill LaBounty
- Back To Your Star (Chill Phill Records, 2009)

С Ted Gärdestad
- Blue Virgin Isles (Polar, 1978)

С Mark Collie
- Born and Raised in Black & White (MCA Records, 1991)

С Livingston Taylor
- Three Way Mirror (Epic Records, 1978)

С Lisa Brokop
- Every Little Girl's Dream (Liberty Records, 1994)
- Lisa Brokop (Capitol Records, 1996)
- Hey, Do You Know Me (Curb Records, 2005)

С Jimmy Webb
- El Mirage (Atlantic Records, 1977)

С Eddie Rabbitt
- Horizon (Elektra Records, 1980)
- Step by Step (Elektra Records, 1981)
- Radio Romance (Warner Bros. Records, 1982)
- The Best Year of My Life (Warner Bros. Records, 1984)
- I Wanna Dance with You (RCA Records, 1988)
- Jersey Boy (Capitol Records, 1990)
- Ten Rounds (Liberty Records, 1991)

С Shania Twain
- The Woman in Me (Mercury Records, 1995)

С Emmylou Harris and Rodney Crowell
- Old Yellow Moon (Nonesuch Records, 2013)

С Chad Brock
- Chad Brock (Warner Bros. Records, 1998)

С Carole Bayer Sager
- …Too (Elektra Records, 1978)

С Tracy Byrd
- Tracy Byrd (MCA Records, 1993)
- No Ordinary Man (MCA Records, 1994)

С Lionel Cartwright
- Lionel Cartwright (MCA Records, 1989)

С Juice Newton
- Well Kept Secret (Capitol Records, 1978)
- The Trouble with Angels (River North Records, 1998)
- American Girl (Renaissance Records, 1999)

With Jackie DeShannon
- You're the Only Dancer (Amherst Records, 1977)

With Mark Chesnutt
- Almost Goodbye (MCA Records, 1993)

With Minnie Riperton
- Minnie (Capitol Records, 1979)

With Linda Ronstadt and Aaron Neville
- Cry Like a Rainstorm, Howl Like the Wind (Elektra Records, 1989)

With Melissa Manchester
- Don’t Cry Out Loud (Arista Records, 1978)
- Joy (Angel Records, 1997)

With Barry Mann
- Barry Mann (Casablanca Records, 1980)

With Bette Midler
- Broken Blossom (Atlantic Records, 1977)

With Kiki Dee
- Stay With Me (Rocket, 1978)

With Leo Sayer
- Endless Flight (Chrysalis Records, 1976)
- Thunder in My Heart (Chrysalis Records, 1977)
- World Radio (Chrysalis Records, 1982)

With Toby Keith
- Honkytonk University (DreamWorks Records, 2005)

With Judy Collins
- Hard Times for Lovers (Elektra Records, 1979)

With Albert Hammond
- Your World and My World (Columbia Records, 1981)

With Cher
- Bittersweet White Light (MCA Records, 1973)
- I'd Rather Believe in You (Warner Bros. Records, 1976)
- Take Me Home (Casablanca Records, 1979)

With Nicolette Larson
- Rose of My Heart (MCA Records, 1986)

With Donovan
- Slow Down World (Epic Records, 1976)

With Bernie Taupin
- He Who Rides the Tiger (Elektra Records, 1980)

With Vince Gill
- Guitar Slinger (MCA Records, 2011)

With Johnny Rivers
- Outside Help (Big Tree Records, 1977)

With Nanci Griffith
- Little Love Affairs (MCA Records, 1988)

With Glen Campbell
- Still Within the Sound of My Voice (MCA Records, 1987)
- Light Years (MCA Records, 1988)
- Walkin' in the Sun (Capitol Records, 1990)
- Show Me Your Way (New Heaven, 1991)
- Somebody Like That (Liberty Records, 1993)
- Home for the Holidays (New Heaven, 1993)

With Valerie Carter
- Wild Child (ARC, 1978)

With Barry Manilow
- One Voice (Arista Records, 1980)

With Dolly Parton
- Here You Come Again (RCA Victor, 1977)
- Heartbreaker (RCA Records, 1978)
- Dolly, Dolly, Dolly (RCA Victor, 1981)
- Something Special (Columbia Records, 1995)
- Treasures (Rising Tide Records, 1996)

With Dalbello
- Lisa Dal Bello (MCA Records, 1977)

With José Feliciano
- Just Wanna Rock 'n' Roll (RCA Victor, 1975)

With Diana DeGarmo
- Blue Skies (RCA Records, 2004)

With Stephen Bishop
- Bish (ABC Records, 1978)

With Sarah Vaughan
- Songs of The Beatles (Atlantic Records, 1981)

With Neil Diamond
- Beautiful Noise (Columbia Records, 1976)
- Tennessee Moon (Columbia Records, 1996)

With Rosanne Cash
- Rhythm & Romance (Columbia Records, 1985)

With Collin Raye
- Can't Back Down (Epic Records, 2001)

With Kenny Rogers
- Christmas (Liberty Records, 1981)
- I Prefer the Moonlight (RCA Records, 1987)
- Something Inside So Strong (Reprise Records, 1989)
- There You Go Again (Dreamcatcher Records, 2000)

С The Pointer Sisters
- Energy (Planet Records, 1978)
- Priority (Planet Records, 1979)

С Paul Overstreet
- Time (Scarlet Moon Records, 1996)